# 成田市立本城小学校
成田市立本城小学校（なりたしりつ ほんじょうしょうがっこう）は、千葉県成田市本城にある公立小学校。

## 概要
本城という地区名は、この地を開発して住み着いた人々が、自分たちの本当の根城にしようという願いがこめられて付けられたといわれている。

## 沿革
- 1993年（平成5年） - 創設。

## 学区
本城、西三里塚

## 進学
- 成田市立遠山中学校